# Table d'entrainement rotatif

Schéma des opérations de base d'un forage. La table d'entrainement est en bleu, au-dessus du Blow Out Preventer.

Une table d'entrainement rotatif est un équipement mécanique délivrant un couple aux tiges de forage.